# Oenochrodes crossoxantha
Oenochrodes crossoxantha är en fjärilsart som beskrevs av Oswald Beltram Lower 1907. Oenochrodes crossoxantha ingår i släktet Oenochrodes och familjen plattmalar. Inga underarter finns listade i Catalogue of Life.